# Девятово (упразднённая деревня)
Девятово — упразднённая в 1978 году деревня на территории Завьяловского района Удмуртской Республики Российской Федерации. Входила на год упразднения в состав Бабинского сельского Совета.

## География
Находился примерно в 32 км к юго-востоку от центра Ижевска и в 22 км к югу от Завьялово.

### Географическое положение
В радиусе пяти километров находились населённые пункты
- д. Симанки (↓ 1.1 км)
- д. Никольское (↘ 2.4 км)
- поч. Камышево (→ 2.6 км)
- д. Жеребёнки (↖ 3 км)
- поч. Афонино (↘ 3.5 км)
- д. Байкузино (↙ 3.7 км)
- пос. Дорожный участок 22 км тракта Ижевск-Сарапул (← ≈3.8 км)
- д. Малый Кетул (↑ ≈3.8 км)
- д. Кетул (↗ 3.8 км)
- д. Коньки (↘ 5 км)

## История
Материалы по статистике Вятской губернии конца XIX века, опирающиеся на Подворную опись 1884—1893 гг., так описывали селение:
Починокъ Девятовъ (Штурма) расположенъ при рѣчкѣ Верхней Нечкинкѣ. Отъ уѣзднаго города отстоитъ въ 35 верстахъ, отъ волостнаго правленія въ 7 верстахъ и отъ школы и приходской церкви въ 5 верстахъ. Жители — русскіе, православные, б. государственные крестьяне, переселившіеся изъ деревни Девятой Сарапульской волости въ 1812 году. Земля дѣлится по ревизскимъ душамъ. Общество арендуетъ въ Яганской казенной дачѣ пастбище для скота, уплачивая по 30 коп. съ двора въ лѣто. Въ починкѣ 3 вѣялки. 
Указом Президиума Верховного Совета УАССР от 20.04.1978 д. исключены с учёта.

## Население
| Период     | Количество хозяйств | Численность населения |
| ---------- | ------------------- | --------------------- |
| 01.01.1969 | 19                  | 86                    |
| 01.01.1970 | 20                  | 81                    |
| 01.01.1971 | 19                  | 77                    |
| 01.01.1972 | 13                  | 47                    |
| 01.01.1973 | 12                  | 50                    |
| 01.10.1973 | 12                  | Не указано            |

## Инфраструктура
Было личное подсобное хозяйство.

## Транспорт
Девятово было доступна по просёлочным дорогам.